# Президентские выборы в Камеруне (1975)
Президентские выборы в Камеруне состоялись 5 апреля 1975 года. Страна была однопартийным государством в то время, с камерунским Национальным союзом как единственной законной партией. Её лидер Ахмаду Ахиджо был единственным кандидатом на выборах и победил без сопротивления.

## Результаты
| Кандидат                                                                                  | Партия                                        | Голосов   | %    |
| ----------------------------------------------------------------------------------------- | --------------------------------------------- | --------- | ---- |
| Ахмаду Ахиджо                                                                             | Камерунское народное демократическое движение | 3 483 165 | 100  |
| Недействительные/пустые бюллетени                                                         | Недействительные/пустые бюллетени             | 163       | -    |
| Всего                                                                                     | Всего                                         | 3 483 328 | 100  |
| Зарегистрированные избиратели/Явка                                                        | Зарегистрированные избиратели/Явка            | 3 502 640 | 99,4 |
| Источник: African Elections Database Архивная копия от 3 сентября 2011 на Wayback Machine |                                               |           |      |